# Mödrath
Mödrath ist ein Stadtteil von Kerpen im Rhein-Erft-Kreis in Nordrhein-Westfalen. Der Ort wurde auf Grund des Braunkohletagebaus Frechen im Jahre 1956 umgesiedelt, da der alte Ort im Abbaugebiet lag. Der heutige Stadtteil schließt sich direkt nordöstlich an das Stadtzentrum Kerpens an.

## Geschichte

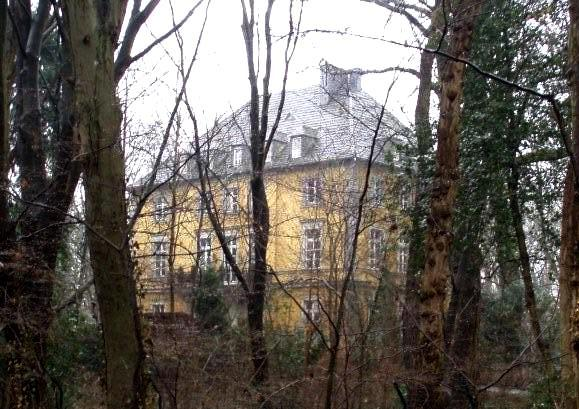
Burg Mödrath (Haus Mödrath)

### Alt-Mödrath
Der ursprüngliche Ortskern von Mödrath (Alt-Mödrath) wurde durch den Tagebau Frechen zerstört.
Alt-Mödrath war dort angesiedelt, wo sich heute das Marienfeld mit dem Papsthügel befindet. Zum damaligen Zeitpunkt lebten circa 2800 Menschen in Alt-Mödrath.
Von Alt-Mödrath ist nur noch die Burg Mödrath (auch Haus Mödrath) übriggeblieben. Sie wurde 1830 als repräsentativer Putzbau mit Walmdach errichtet. Der Plan des zugehörigen Parks stammt angeblich von Peter Joseph Lenné. Es war zunächst geplant, das Stockhausen Studio für elektronische Musik aus den Räumen des WDR in Köln-Ossendorf nach Burg Mödrath zu verlagern. 2017 wurde Haus Mödrath jedoch von einem anonym bleibenden Käufer saniert und in eine Stiftung eingebracht. Es ist ein Haus für zeitgenössische Kunst und Künstler, ohne eine eigene Sammlung, in dem wechselnde Ausstellungen von wechselnden Kuratoren organisiert werden.

Hauptstraße Mödrath, 1903
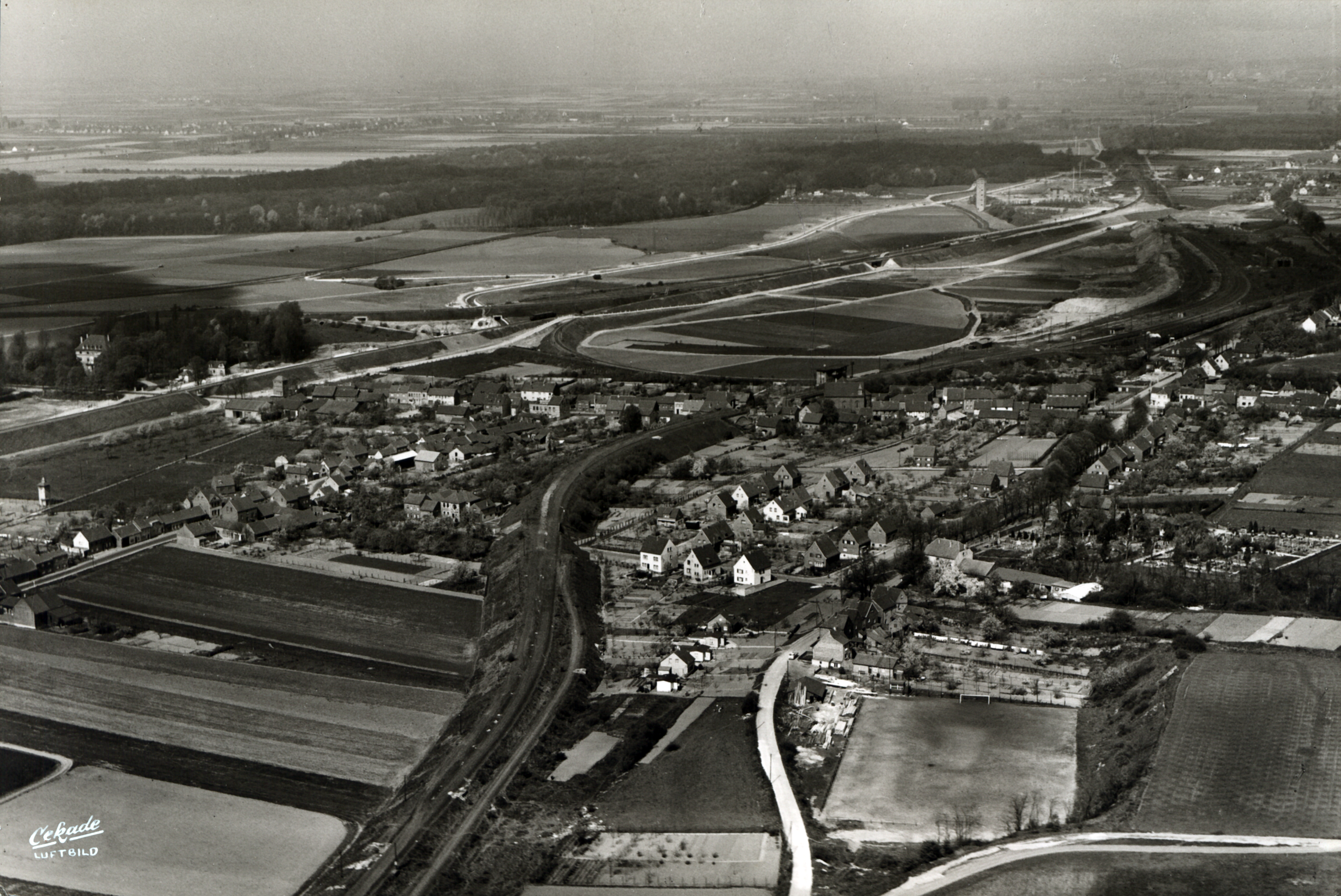
Luftbild, 1958
Türnicher Straße, 1960
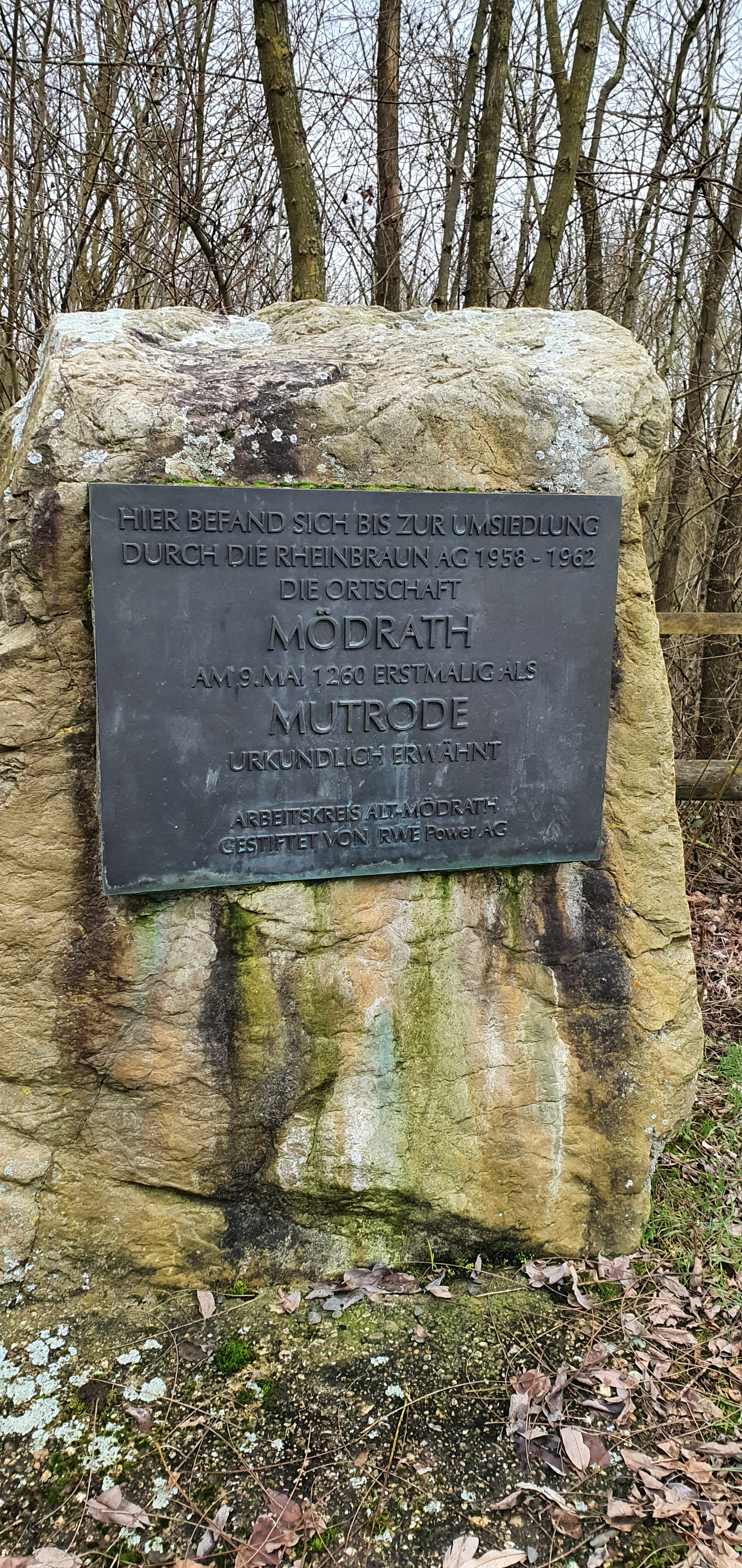
Gedenkstein
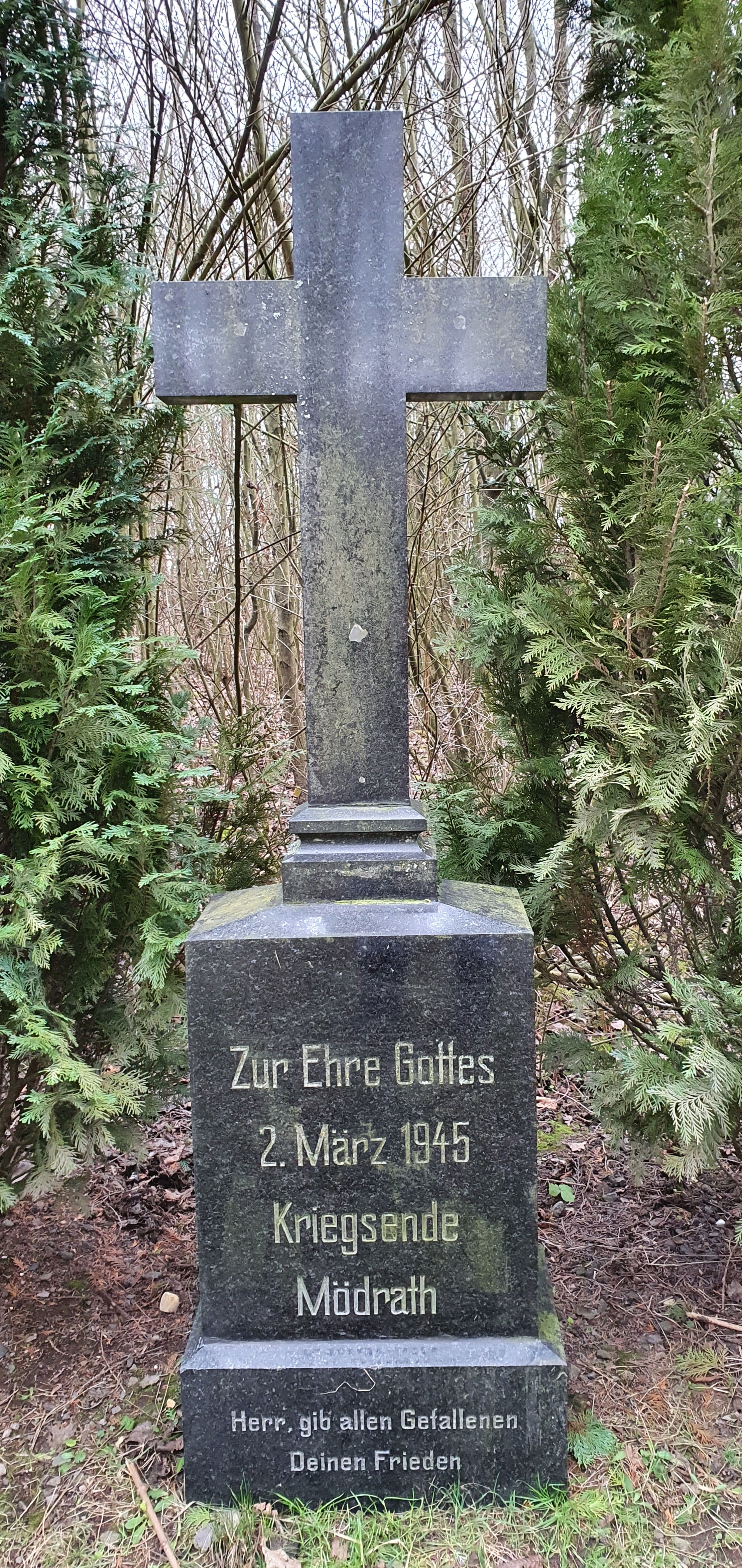
Kriegsende-Kreuz, früher Hauptstraße/Ecke Bergstraße

### (Neu-)Mödrath
Durch die Umsiedlung von Alt-Mödrath an seinen jetzigen Ort verlor Mödrath seinen ursprünglichen Charakter und viele Einwohner. Viele der umgesiedelten Einwohner sprachen sich für eine Ansiedlung des neuen Ortes in einem nahegelegenen Feld aus, doch der Ort wurde direkt an den Stadtteil Kerpen angeschlossen.

### Eingemeindung
Am 1. Januar 1975 wurde die Gemeinde Mödrath in die Stadt Kerpen eingegliedert.

## Persönlichkeiten
- Richard Matthias Müller (* 1926), Anglist, Germanist und Hochschullehrer, geboren in Mödrath
- Karlheinz Stockhausen (1928–2007), Komponist, geboren in Haus Mödrath
- Carl Werner Müller (1931–2018), Altphilologe, geboren in Mödrath